# Четыре шага в облаках
«Четыре шага в облаках» (итал. Quattro passi fra le nuvole) — фильм режиссёра Алессандро Блазетти. Снят в Италии в 1942 году. Несколькими киноведческими источниками назван первым фильмом Итальянского неореализма (наравне с «Одержимостью» Лукино Висконти). По сюжету фильма сняты несколько ремейков: «Под небом Прованса» (фр. Sous le ciel de Provence, Франция, 1956 год), «Прогулка в облаках» (США, 1995 год), «Несколько слов о любви» (Индия, 2000 год) и другие.

## Сюжет
Паоло Бьянки — торговец кондитерскими изделиями, коммивояжёр средних лет, ведущий размеренную, но скучную жизнь со сварливой женой в одном из городов на севере Италии. Во время очередной служебной поездки на юг страны в поезде он обращает внимание на молодую женщину, которая, не имея билета и денег на его покупку, пытается оправдаться перед контролёром. Паоло встаёт на её защиту. В отместку контролёр находит, что проездные документы самого Бьянки оформлены не верно, и высаживает его на ближайшей станции. Коммивояжёр вынужден воспользоваться автобусом. Там он встречает девушку из поезда и знакомится с ней. Её история грустна, хотя достаточно тривиальна: она брошена возлюбленным, ждёт ребёнка и, совершенно не имея средств к существованию, не знает как предстать перед любящими, но строгими родителями. Мария умоляет нового знакомого заехать к ней в семью и назваться её мужем. Паоло соглашается, но брат девушки очень скоро раскрывает обман. Проникновенной речью главный герой уговаривает отца простить дочь.

## В ролях
- Джино Черви — Паоло Бьянки
- Адриана Бенетти — Мария
- Гудитта Риссоне — Клара Бьянки
- Карло Романо — Антонио, водитель автобуса
- Гуидо Челано — Паскуале, брат Марии
- Альдо Сильвани — Лука, отец Марии и Паскуале
- Оресте Биланчиа — бакалейщик
- Антон Джулио Брагалья — нервный пассажир

## Награды
- 1949 год — New York Film Critics Circle Awards, второе место за лучший фильм на иностранном языке;
- 1949 год — номинация на Премию BAFTA за лучший фильм.

## Художественные особенности и критика
Теоретик кинематографа Жорж Садуль назвал фильм интересным, но неровным. Сцены в автобусе очаровательны и имеют непередаваемый национальный колорит: пёстрая толпа насмешливых людей, подкрепляющих свою речь эмоциональной жестикуляцией, смех, ссоры и абсолютный беспорядок в салоне. Хотя такая бытовая зарисовка выходила за грани продвигаемой Муссолини догмы — «Италия это страна, где поезда приходят вовремя». Вторая же половина картины, происходящая в очень павильонных крестьянских интерьерах, — посредственна и условна. В целом фильм не выходил за рамки пропаганды действующего режима, но и не содержал фашистской риторики.
Сравнивая работы Лукино Висконти и Алессандро Блазетти, советский кинокритик Вера Шитова подчёркивает, что главное отличие фильма «Четыре шага в облаках» обусловлено «максимальной конкретностью, короткофокусной, приближающей „оптикой“ бытового фильма ухватывающего всё, что теплилось и могло разгореться».